# Общий Сирт
Общий Сирт, Загальний Сирт (рос. Общий Сырт) — височина на південному сході Східно-Європейської рівнини між Волгою та Уралом.

## Географія
Простягається в широтному напрямку на 500 км; на півночі примикає до гір Південного Уралу.
Висота до 405 м, найвища точка — гора Ведмежий лоб (Арапова гора). По Загальному Сирту проходить вододіл між басейнами річок Волги та Уралу, звідси й походить його назва.

## Геологія
Складений пісковиками, глинами, вапняками пермського і мезозойського періодів. Характерні платоподібні вододіли і ступінчастість схилів. Місцями трапляються куполоподібні останці — шихани. Розвинений карст.

## Біота
На території Сирту поширені типові степові рослинні й тваринні угруповання. Переважають типчаково-ковилові степи.
З ґрунтів тут поширені чорноземи, в долинах річок і на вододілах у південній частині трапляються солончаки, на деяких південних схилах є каштанові ґрунти.
Сирт є сучасною західною межею поширення пискухи степової (Ochotona pusilla), яка ще у кінці 19 ст. траплялася в Україні, проте вимерла через зникнення природних степових комплексів.